# Philippe Bone
Pour les articles homonymes, voir Bone.
Philippe Bone, né à Paris le 7 juin 1948, est un journaliste, auteur et éditeur français. Dans les années 1960 à 1980, il est l'un des acteurs de la contre-culture et de la « scène alternative » en France. Il est le fondateur de la Société consultative des Entreprises du Tiers-secteur, Réseaux et Associations, et cofondateur des Éditions Alternatives.
Il fut organisateur de concerts et de festivals, programmateur de clubs et disc jockey dans la mouvance rock, pop et punk rock puis animateur de réseaux associatifs et conseiller juridique dans le secteur des entreprises alternatives dans les années 1980 et 1990.

## Biographie
Il quitte le lycée pour suivre les cours de l'École supérieure des Arts appliqués de Paris, au début des années 1960. Il rejoint alors, sur les quais de la Seine, à la pointe du Vert Galant au pied du pont Neuf et dans les bistros enfumés de la Huchette au quartier latin, la poignée des premiers beatniks français (une dizaine), parmi lesquels il devient ami avec le Baron de Lima, et le célèbre Aguigui Mouna. Puis, il passe des « Arts' A » à la Fine Arts' Section de l'University College de Londres. Là, en dehors des heures de cours, il rejoint comme junior member la petite équipe de graphistes et d'étalagistes qui décorent en orange et violet électrique les fameuses boutiques de Carnaby Street, dont Biba et la mythique I Was Lord Kitchener's Valet (en), qui participèrent à lancer le Swinging London au milieu des années 1960. Intégré dans le mouvement Mod's, il assiste aux premiers concerts des Who à l'Hammersmith Odeon, et des Rolling Stones à peine formés, au mythique Marquee Club (à cette époque, encore situé à Wardour Street), en face duquel il squattait un bureau vide pour dormir.
De retour à Paris en 1966, il se retrouve dans la mouvance du Cercle du Mandala, plus connu sous le nom de « bande de la Coupole », et où se retrouvent les pionniers de la contre-culture parisienne : Pierre Clémenti, Bulle Ogier, Jean-Pierre Kalfon, Valérie Lagrange, Marc'O, Jacques Higelin et Jean-Jacques Lebel, qui lança les happenings en France avec l'aide du Living Theater du New Yorkais Julian Beck, et du groupe londonien Soft Machine.
Il revient à Londres à plusieurs reprises, faisant partie du réseau des équipes publiant les premiers journaux de la presse underground anglaise et notamment, l'équipe de l'International Times (en abrégé : IT) fondé par l'Américain exilé Jim Haynes.
En septembre 1967, il fonde alors, au cœur de ce réseau londonien, le premier fonds de documentation en Europe, consacré aux mouvements et pratiques de terrain alternatives. Comme tous les « enfants » de IT (notamment bIT Information Service, voir dans l'article Jim Haynes), sa dénomination se termine, elle aussi, par « IT » : ce fut ExIT (EXperimental International Thesaurus). Aujourd'hui, toujours en vie après bientôt quarante ans, ce fonds de documentation (transféré depuis à Paris) peut être considéré comme le doyen des organismes créés dans la mouvance de la contre-culture européenne.
En 1967, Philippe Bone fréquente le réseau des groupes libertaires (peu structurés) Noir et Rouge, où un futur protagoniste de Mai 68, Dany Cohn-Bendit, faisait ses premières armes. Pendant les événements de Mai, il reprend contact avec ses anciens condisciples des « Arts appliqués », et fait la liaison entre cette école et les autres écoles d'arts de Paris, créant la Coordination inter-ateliers populaires, qui dessinèrent et tirèrent les fameuses affiches de Mai 68.
En 1969, il quitte l'Europe pour une période de presque trois ans et va vivre en Afrique noire, principalement en Éthiopie. D'abord, au Harar, sur les traces de Rimbaud et au bord de la mer Rouge, sur celles d'Henry de Monfreid. Comme eux, il vit de divers trafics locaux, dont celui du khat, la feuille verte neuro-excitante mâchée toute la journée par les Chieftas, (mais jamais d'armes ni de drogues dures…).
La dernière année de son séjour, il fait la connaissance de John Morgan, un new-yorkais ayant vécu à San Francisco et sa compagne, Julia Berger. À San Francisco, John Morgan avait participé à l'aventure du fameux Whole Earth Catalog fondé en 1968 à Menlo Park par Stewart Brand et Lloyd Kahn. Avec Philippe Bone, il fonde un centre de recherches et d'application des technologies alternatives, le VTIE, Village Technology Innovation Experiment.
De retour en France en 1972, il reprend la coordination pour l'Europe du seul organisme à dimension mondiale issu de la scène underground américaine : l'UPS, Underground Press Syndicate, qui regroupait tous les journaux de la « presse libre », y compris en Asie, et même les revues ultra-clandestines (et réprimées) du bloc soviétique.
Il se voit confier par Jim Haynes, son créateur, la direction de Contacts-Informations, premier centre d'informations entièrement consacré aux diverses alternatives « de terrain ».
En juin 1972, il fait partie, avec Alternativ Stadt, des organisateurs de la contre-conférence qui s'est déroulée à Stockholm face à l'officielle Conférence des Nations unies sur l'environnement. Là, il rencontre la délégation californienne menée par Stewart Brand, ainsi que la célèbre Hog Farm (la communauté qui avait nourri les plus de 500 000 personnes du Festival de Woodstock). À la fin de la conférence, c'est lui qui traduisit en français et en anglais et lut le texte final qui fut déposé solennellement devant le parlement suédois, proclamant « l'espèce humaine comme espèce en danger ».
Fin juin 1972 et début juin 1973, il organise les deux festivals de Bièvres, au sud de Paris. Le premier dura trois jours, réunit 10 000 à 15 000 spectateurs, et lança la carrière de Maxime Le Forestier (période San Francisco et Parachutiste). Le deuxième dura dix jours, réunit entre 50 000 et 70 000 personnes, culmina avec le concert historique de Gong et du Crium Delirium, consacrant ainsi, sans conteste, la scène française des groupes pop.
En 1974, après avoir animé plusieurs journées de la « Journées de la Free Press » (notamment à Bordeaux et à Paris - La Villette), Philippe Bone met en route la rédaction et le lancement de l'équivalent français du Last Whole Earth Catalog californien : ce sera le Catalogue des Ressources. Pour ce faire, il recrute Gérard Aimé, qui avait travaillé avec lui à Contact-Infos. Ce dernier recrute à son tour Patrice Aoust, qu'il avait connu au Centre de formation des journalistes (CFPJ) de la rue du Louvre. À eux trois, ils cofondèrent les Éditions Alternatives en 1975, société d'édition qui a fêté ses trente ans d'existence en 2005 avant de rejoindre le groupe Gallimard. Le « Catalogue des Ressources » vit enfin le jour en septembre 1975 et connut un succès aussi considérable qu'inattendu. En tout, les trois premiers volumes, regroupant 12 chapitres allant de la nourriture au psychisme en passant par l'éducation et la création artistique, totalisèrent (re-tirages compris), plus de cent mille exemplaires vendus. Certains disent même, plus de 135 000 exemplaires. Cette encyclopédie provoqua indiscutablement une véritable onde de choc, dans tous les milieux « expérimentaux » et d'innovation culturelle et sociale comme dans les milieux plus traditionnels, du fait de la qualité et de l'exhaustivité des contenus.
À la rentrée 1976, conscient des premières tempêtes de cette new wave qui soufflent sur Londres (ce qu'on appellera plus tard le punk rock), Philippe Bone va trouver Fernand et Gérard Taieb, les patrons du Gibus, près de la place de la République, à Paris, qui était déjà, à l'époque, le rendez-vous des musiciens de la scène rock française. Constatant que l'énergie du club était tombée au plus bas, il leur demande de reprendre les platines, afin de promouvoir ce renouveau musical qui s'annonçait dévastateur. C'est ainsi que, le 7 septembre 1976, retentit pour la première fois en France, dans un lieu public, un disque de cette nouvelle musique. Il s'agissait du premier 45 tours vinyl des Damned, introduit presque clandestinement et en avant-première depuis Londres.
De 1977 à 1981, où il termina la saison d'été, Mezkal (le surnom, à l'époque, de Philippe Bone, dont l'avait affublé le guitariste mythique des New York Dolls et par ailleurs indéracinable pilier du Gibus, Johnny Thunders), anima ce haut-lieu des nuits parisiennes, d'abord comme DJ, puis comme programmateur de quelques-uns des groupes, anglais comme français, qui s'y produisirent. Parmi eux, citons : Bijou, Téléphone, 12°5, mais aussi The Damned, The Slits (qui y enregistrèrent leur album Live at the Gibus), et les musiciens de The Police, qui à l'époque, n'étant « que » les accompagnateurs de Cherry Vanilla, étaient complètement inconnus !
Dans les années 1980, Philippe Bone, qui avait déjà conseillé différentes équipes durant les années 1970, voire, rédigé leurs statuts (comme la nouvelle librairie Parallèles dans les Halles, et la SARL des Éditions alternatives), se voit de plus en plus sollicité pour coiffer la casquette de conseiller juridique des structures « différentes », milieu alors en pleine expansion.
Il modifie son ancienne association, qui devient alors la Société consultative des entreprises du tiers-secteur, des réseaux et associations. Puis il fondera une société à forme coopérative, l'Omnium coopératif.
L'ensemble des structures qu'il a lui-même lancées ou dont il a contribué à l'émergence se compte par dizaines, et totalisent presque une centaine d'emplois.
Dans la dernière partie des années 1980, il lance successivement la « Lettre de l'innovation », tirée et diffusée gratuitement, sous pli privé, à plus de 1 200 exemplaires ; puis les « Dîners de l'innovation », qui réunirent en tout près de 800 convives, et qui culminèrent, pour le premier anniversaire de leur lancement, le 6 juin 1986, avec le fameux Dîner bleu, regroupant en un unique banquet géant plus de cent dix convives, toutes et tous protagonistes des réseaux alternatifs de terrain, et tous habillés en bleu des pieds à la tête.
À la suite de la mobilisation des étudiants contre la réforme Devaquet des universités, et aux mouvements sociaux qui s'en étaient suivi, des réunions eurent lieu, fin 1986, chez le philosophe Félix Guattari, qui comprenaient des représentants de différents courants politiques « progressistes » : Dany Cohn-Bendit, Alain Lipietz, Pierre Radanne (des Verts), Gisèle Donnard (du Cerfi), mais aussi Thérèse Clerc et Philippe Bone.
Ensemble, ils décidèrent de lancer un « appel », qui serait publié dans Le Monde, et qui inciterait toutes les personnes se sentant proches de ces mouvances diverses et variées, à se rassembler pour agir en commun.
Alain Lipietz, Philippe Bone et Francine Comte, réunis chez cette dernière, mirent la dernière main à cet appel. À la suite d'une réunion de lancement dans une salle associative du 11e arrondissement (l'Ageca), un pot pris dans un café du quartier de Charonne, avec Lipietz, Radanne et Cohn-Bendit, permit de trouver le nom du nouveau mouvement : Philippe Bone proposa « Arc-en-ciel », sur le modèle du National Rainbow Coalition de Jesse Jackson, projet comparable aux États-Unis. Le nom fut immédiatement adopté.
1987 vit le lancement, puis l'épanouissement du mouvement Arc-en-ciel qui compta rapidement plus de 5 000 membres, et rassemblait une partie du courant écologiste, du courant féministe, des « autogestionnaires », de l'anti-racisme, du pacifisme et même quelques (trop rares) « alternatifs de terrain ».
Philippe Bone en assura, de fait, le secrétariat national : les réunions des organes de coordination, dont la coordination nationale, se passaient dans les locaux où il avait ses bureaux, voire, carrément dans son bureau. La liste (protégée) de tous les membres signataires était sur son ordinateur.
Historiquement, Arc-en-ciel fut la première organisation politique française à proclamer et à mettre rigoureusement en pratique « une égalité absolue entre hommes et femmes dans tous les organes de décision ». Influencé par celles et ceux de ses propres membres qui avaient adhéré à Arc-en-ciel, le parti des Verts finit par adopter, lui aussi, ce principe même s'il n'est pas encore respecté partout, à tous les niveaux, aujourd'hui.
Les élections présidentielles de 1988, malheureusement, puis les législatives qui suivirent, finirent par faire « éclater » le mouvement, chacun et chacune réintégrant sa formation politique d'origine, faute pour Arc-en-ciel d'avoir su (ou pu ?) trouver un candidat assez consensuel pour l'élection majeure de ce pays.
Dans les années 1990 et 2000, Philippe Bone poursuit ses activités antérieures, relançant, entre 1992 et 1994, la rédaction et le lancement d'un nouveau Catalogue des ressources, reflétant les principales nouveautés, ainsi que les courants dominants de cette époque : les nouveaux moyens de communication, Internet, alors à peine balbutiant, mais aussi, malheureusement, la lutte contre le sida ou contre l'effet de serre.
Dans la foulée, il assure la traduction de l'anglais du livre de Ted Polhemus, Street Styles (Looks d'Enfer), passant en revue tous les styles de vie contre-culturels, des rockers aux travellers, en passant par les mods ou les hippies.
Dès la fin 1995, Philippe Bone fut l'un des pionniers de l'internet en France, en cofondant, avec Assad Kondakji et Florence Delahaye, le premier réseau établi sur le web dans ce pays, et proposé exclusivement aux réseaux associatifs : Globenet.
À la même époque, il accompagne le lancement du mouvement des SELs, cet ensemble de système d'échange local qui permet à tout-un-chacun d'acquérir ou de fournir des biens personnels ou de petits services, en monnaie fictive. Au début des années 2000, il sera même membre du conseil d'administration du plus gros SEL de France, le SEL de Paris, qui compte quelque deux mille adhérents.
Enfin, il est parmi les créateurs de la première télévision associative indépendante lancée dès 1998 et qui put émettre en hertzien sur tout l'Est parisien pendant trois saisons : Ondes sans frontières (en abrégé : OSF). Il fut le producteur, le réalisateur et l'animateur de la principale émission consacrée chaque semaine, sur cette chaîne, aux pratiques alternatives de terrain : Inter-réseaux.

## Publications

### Journaux (principales références)
- 1964 : fondateur du Lézard Appliqué (1er journal de l'École des Arts Appliqués de Paris) ;
- 1971 : fondateur de The VTIE Newsletter à Addis-Abeba (Éthiopie) ;
- 1972-1974 : articles dans Actuel (France) ;
- 1975-1977 : articles dans Libération (rubrique Culture) ;
- 1977-1979 : cofondateur du mensuel Rock'n'roll musique, avec Bertrand Le Vaux et Daniel Lesueur ; auteur du premier article paru sur le groupe Téléphone ;
- 1979-1980 : cofondateur de la revue trimestrielle Alternatives ;
- 1985 : créateur, et diffuseur de la Lettre de l'innovation ;
- 1987-1988 : collaborateur permanent de l'unique journal quotidien alternatif jamais paru en France : Vivant Quotidien, créé par Jean-Luc Bennahmias ;
- 1989 : cofondateur du journal de quartier du Montparnasse, à Paris : La Page du Mont Parnasse ;
- 2000-2001 : rédacteur de La Voix des piaffeurs, journal du SEL de Paris.